# Toyota FJ Cruiser
Toyota FJ Cruiser — компактний позашляховик в ретро-стилі. Концепт-кар під умовною назвою "Rugged Youth Utility"  був представлений на Чиказькому автосалоні в лютому 2003 року, а серійна модель в 2005 році на наступному Північноамериканському міжнародному автосалоні. Продажі в США і Канаді почалися в 2006 році як моделі 2007 року. Автомобіль побудований на загальній платформі з Toyota Land Cruiser Prado 120 та Toyota 4Runner, а зовнішній вигляд нагадує Toyota Land Cruiser FJ40, що випускався в 1960-х роках.
Toyota FJ Cruiser спочатку не планувалася для серійного випуску, але через величезний інтерес публіки до показаного прототипу після Північноамериканського міжнародного автосалону, в кінцевому підсумку запущений у виробництво на початку 2006 року. Всі автомобілі збираються на заводі Hino Motors в м. Хамура, Японія.
Спочатку офіційні поставки здійснювалися тільки для ринків США, Канади та ОАЕ. Пізніше Toyota почала продавати FJ Cruiser в Мексиці як модель 2008 року, а також у Китаї, Австралії та Японії.

## Конструкція

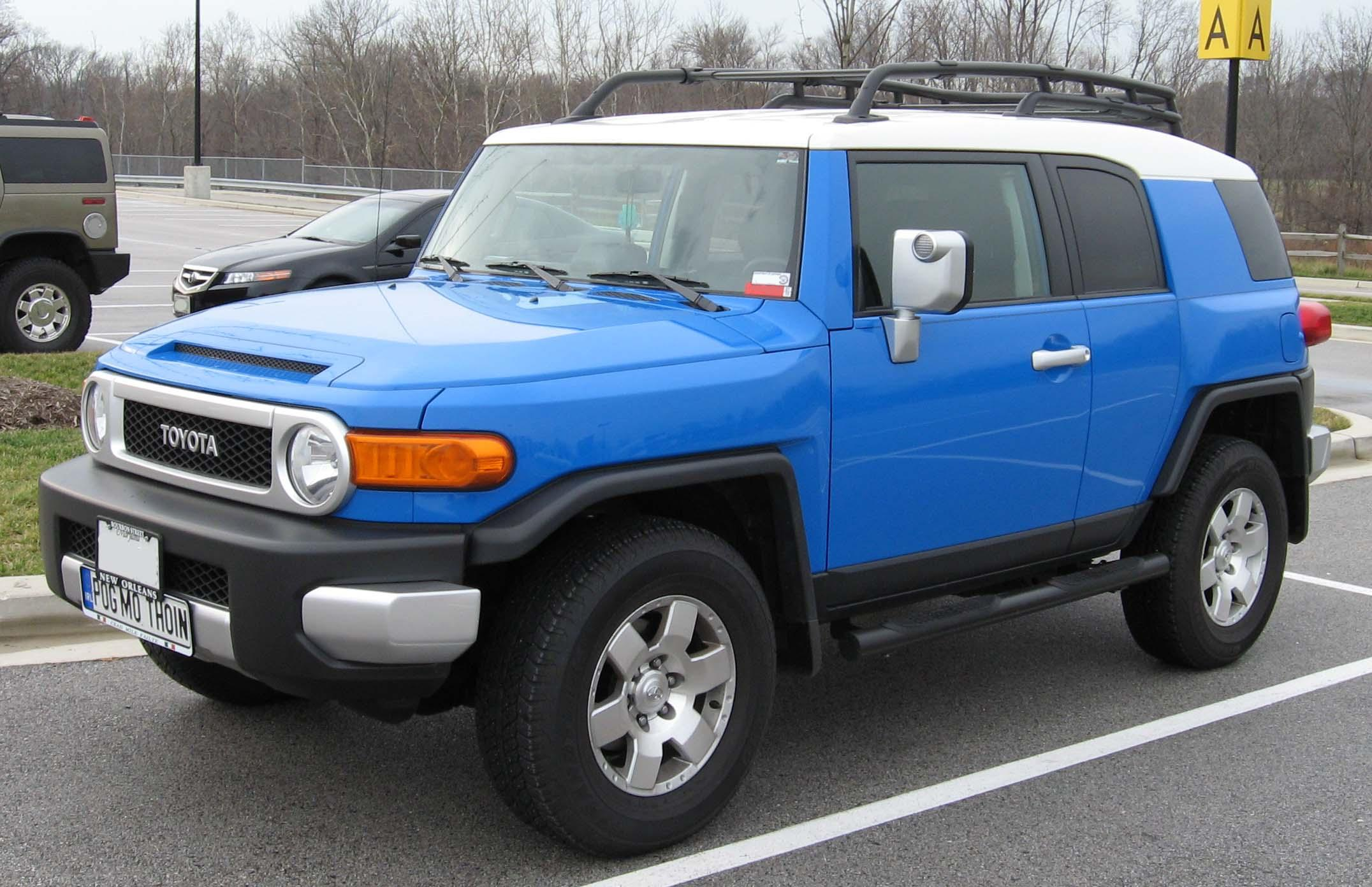
Toyota FJ Cruiser (2006-2010)

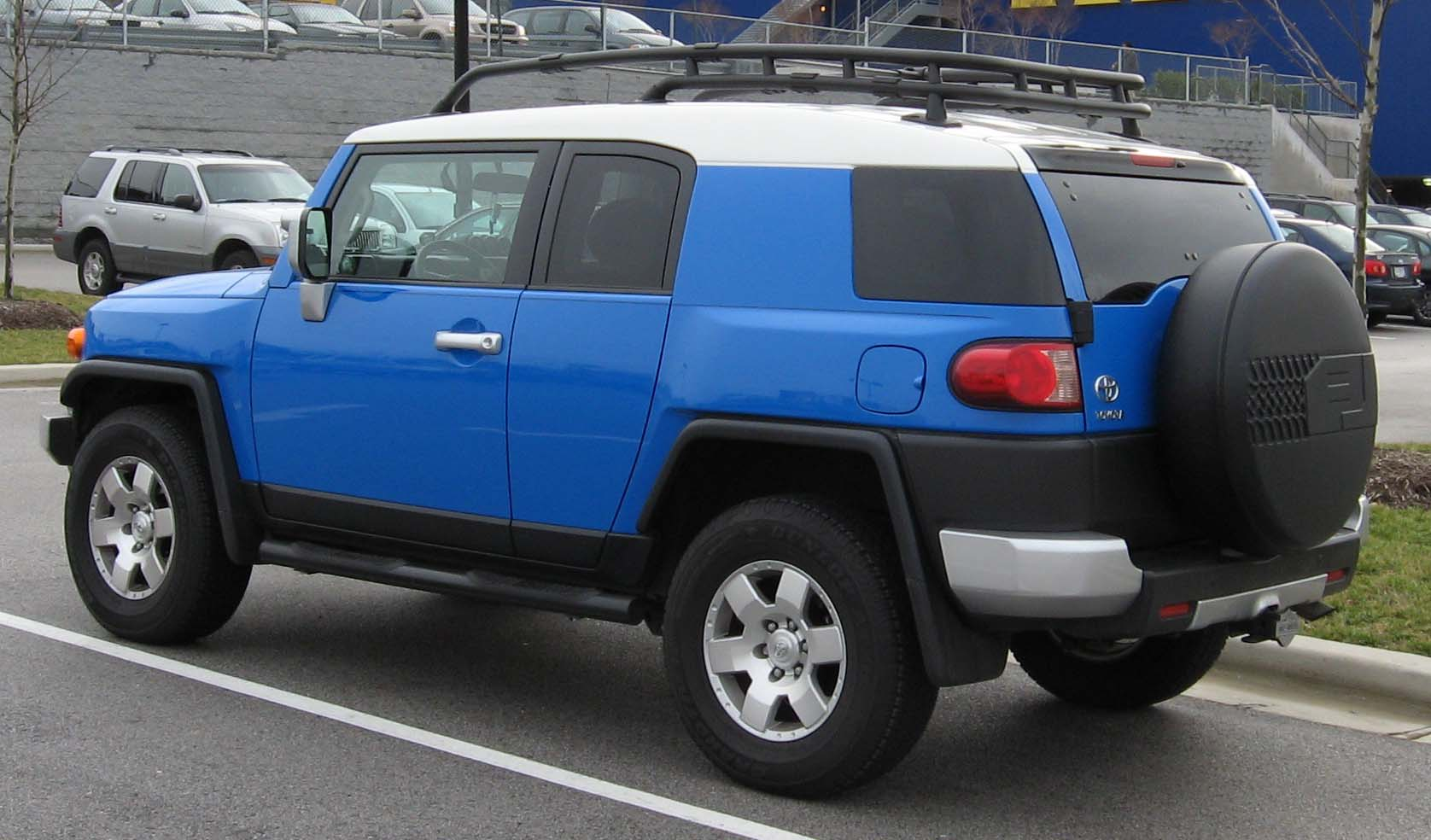
Toyota FJ Cruiser (2006-2010)

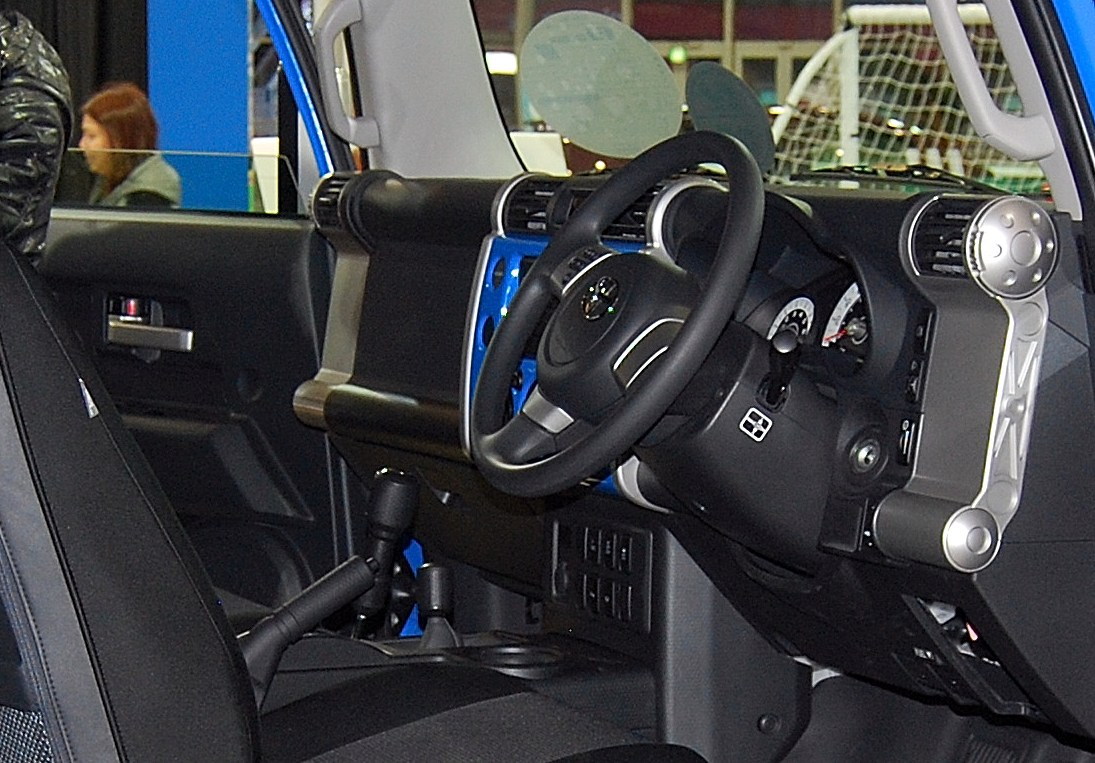

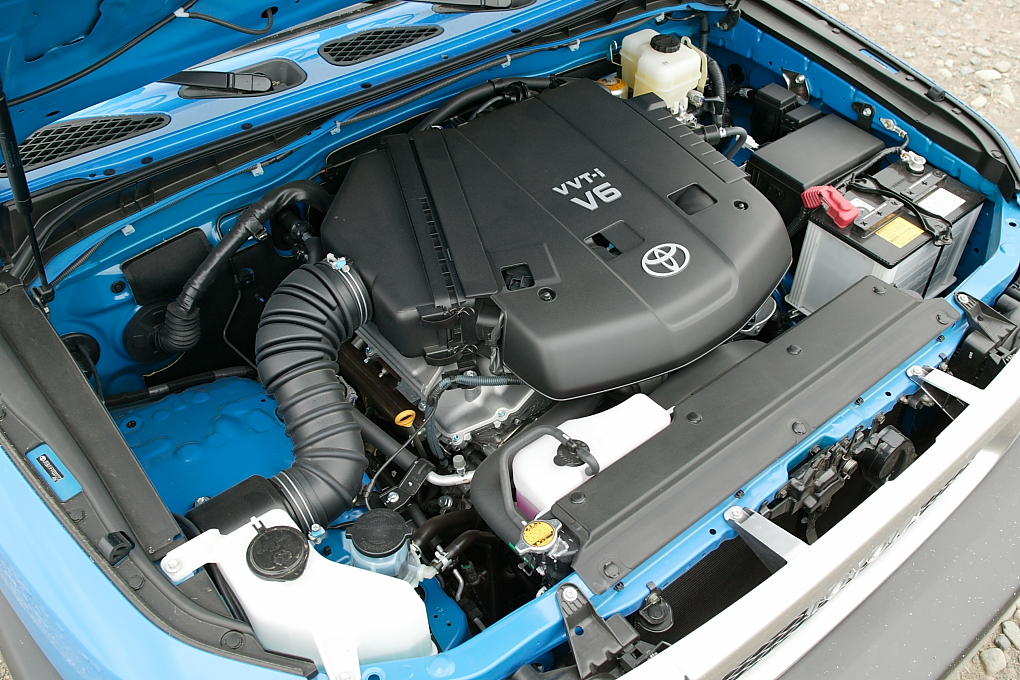
Toyota 1GR-FE

Зменшені задні двері, що відкриваються проти руху, і білий дах забезпечують автомобілю незвичайний зовнішній вигляд. Лобове скло низьке, тому для його очищення використовуються три щітки склоочисника. Низьку раму, коротку колісну базу і розташування фар і решітки радіатора FJ Cruiser успадкував від FJ40.
Несучим елементом конструкції позашляховика є укорочена в порівнянні з одноплатформенними позашляховиками рама, V-подібний 6-циліндровий бензиновий двигун 1GR-FE VVT-i об'ємом 4000 кубічних сантиметрів розвиває максимальну потужність в 239 к.с. (178 кВт). З 2010 модельного року використання системи Dual VVT-i (двигун 1GR-RR) дозволило отримати додатково 19 к.с. (14 кВт) і збільшити економію палива при незначному зменшенні крутного моменту. Задня вісь FJ Cruiser являє собою класичний нерозрізний міст. Якщо позашляховик укомплектований 5-ступінчастою АКПП A750F Aisin-Warner, застосовується повний привід, що підключається (part-time WD), і в звичайних умовах ведучою є задня вісь. При наявності 6-ступінчастої МКПП RA61f Aisin-Warner привід є постійним  (full-time WD). У трансмісії Toyota FJ Cruiser присутня понижуюча передача.

### Двигуни
- 4.0 L 1GR-FE VVT-i V6 239 к.с. (2006-2010)
- 4.0 L 1GR-RR Dual VVT-i V6 258 к.с. (з 2010)

## Обладнання
Сучасний позашляховик FJ Cruiser стандартно постачається з приводом на задню вісь, п’ятиступінчастою автоматичною трансмісією (класичний гідротрансформатор) A750A Aisin-Warner , системою кондиціонування повітря, вікнами та замками та електроприводом, аудіо системою з шістьма динаміками, додатковим аудіороз’ємом, USB-портом, можливістю підключення телефону через Bluetooth, XM супутниковим радіо, елементами управління, розміщеними на рульовому колесі, електронним контролем стабільності, протибуксувальною системою, подушками безпеки та 17-дюймовими легкосплавними дисками коліс. Моделі з приводом на чотири колеса, що підключається (part-time WD), оснащені: пʼятиступеневою автоматичною трансмісією A750F Aisin-Warner, роздатковою коробкою з понижаючим рядом та заднім примусово блокованим диференціалом, системою контролю тяги (traction control, A-Track). Модель з постійним (full time WD) приводом на всі колеса оснащена шестиступеневою механічною трансмісією з центральним диференціалом Torsen.
Додатковими пропозиціями для FJ Cruiser є функція відкривання дверей без ключа, круїз-контроль, задні сенсори паркування, камера заднього виду, дзеркала заднього виду з автозатемненням, аудіо система JBL з десятьма динаміками та сабвуфером. Для покращення позашляхових можливостей передбачені: пакет «Off-Road», автоматична коробка передач з заднім блокувальним диференціалом та інклінометр. Комплектація «Trail Teams Special Edition» запропонує: сірий кузов, чорні бампери, решітку радіатора та ручки дверей, дзеркала з підсвіткою, фільтр попередньої очистки, амортизатори Bilstein, камеру заднього виду, аудіо систему JBL, шини BFG All-Terrain, литі диски TRD та дві розетки.

## Продажі
| рік  | США    | Канада |
| ---- | ------ | ------ |
| 2006 | 56,225 | 4,919  |
| 2007 | 55,170 | 4,901  |
| 2008 | 28,688 | 2,630  |
| 2009 | 11,941 | 899    |
| 2010 | 14,959 | 797    |
| 2011 | 13,541 | 639    |
| 2012 | 13,656 | 726    |
| 2013 | 13,131 | 656    |
| 2014 | 14,718 | 618    |